# Nickelodeon (кінотеатр)

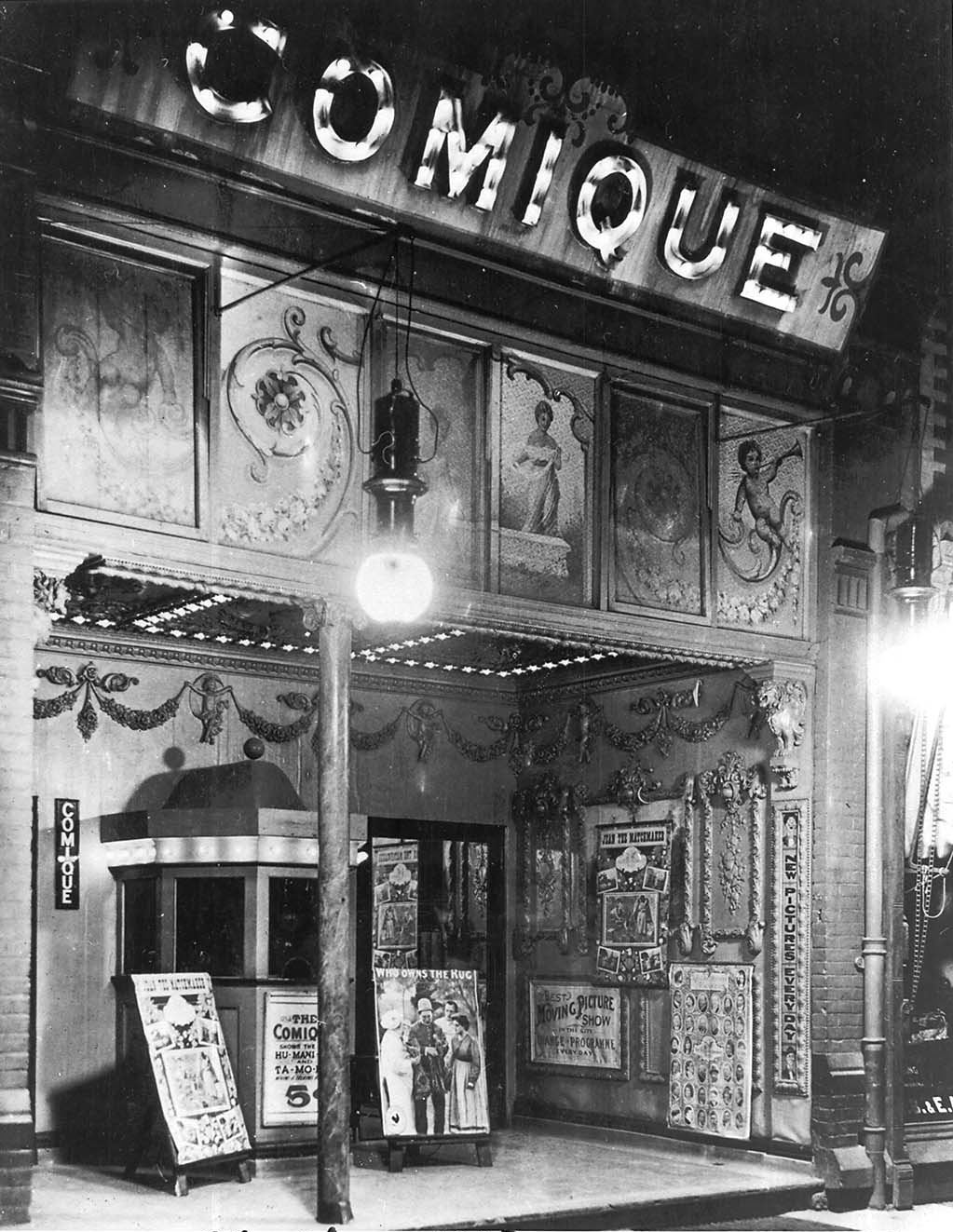
Театр Nickelodeon в Торонто, Онтаріо, Канада, бл. 1910 рік. Nickelodeons часто використовували яскраві плакати та орнаментовані фасади, щоб залучити відвідувачів, але голі стіни та жорсткі сидіння зазвичай чекали всередині.

Nickelodeon — перший тип закритого виставкового простору, призначеного для показу проєкції кінофільмів у Сполучених Штатах Америки. Ці невеликі прості театри, зазвичай розташовані в переобладнаних вітринах магазинів, коштували 5 центів за вхід і процвітали приблизно з 1905 по 1915 рік.
Назву «Nickelodeon» було складено зі слав нікель, назви американської монети в п'ять центів, і давньогрецького слова odeion, критий театр, останнє опосередковано через Одеон в Парижі, символ дуже великого та розкішного театру., так само, як Ritz був грандіозним готелем. З невідомих причин у 1949 році автор популярної пісні "Музика! Музика! Музика! " включив приспів «Покладіть ще один нікель в нікелодеон…», очевидно, маючи на увазі музичний автомат або механічний музичний інструмент, наприклад , фортепіано з монетами чи оркестром . З того часу значення цього слова було затьмарене. Насправді, коли він був актуальним на початку 20-го століття, він використовувався лише для позначення невеликого театру за п'ять центів, а не для будь-яких автоматів із монетами в ігрових автоматах, включаючи глядачі розважальних аркадних кінофільмів, таких як кінетоскоп і Мутоскоп.
Найперші фільми демонструвалися в апаратах «піп-шоу» або проектувались у водевільних кінотеатрах як один із інших живих виступів. Nickelodeons різко змінили практику кіновиставок і звички проведення дозвілля значної частини американської публіки. Незважаючи на те, що вони характеризувались безперервним показом короткометражних фільмів, додані атракціони, такі як ілюстровані пісні, іноді були важливою особливістю. Деякі громадські організації та муніципальні установи вважали їх поганою репутацією та небезпекою, грубі, погано провітрювані нікелодеони з твердими дерев'яними сидіннями застаріли, оскільки довші фільми стали звичайними та будувалися більші, зручніше обставлені кінотеатри, тенденція, яка завершилася «кінопалацами» 1920-х років.
Історик кіно Чарльз Мюссер писав: «Не зайве сказати, що сучасне кіно почалося з нікелодеонів».

## Історія
Назва «Нікелодеон» була вперше використана в 1888 р. полковником Вільямом Остіном для свого музею «Нікелодеон Остіна», розташованого в Бостоні, штат Массачусетс . Цей термін популяризували Гаррі Девіс та Джон П. Гарріс, які відкрили невеликий театр з такою назвою на Смітфілд-стріт у Піттсбурзі, штат Пенсільванія, 19 червня 1905 року. Хоча це був не перший театр, який показував фільми, у 1919 році в новинній статті говорилося, що це був перший у світі театр, «виключно присвячений виставці рухомих видовищ». Девіс і Харріс досягли такого великого успіху у своїй діяльності, що їх концепція театру за п'ять центів, де постійно показують фільми, незабаром була наслідувана сотнями амбітних підприємців, як і сам театр називався. Статистичні дані того часу показують, що кількість нікелодеонів у Сполучених Штатах подвоїлася між 1907—1908 рр. до приблизно 8000, і було підраховано, що до 1910 року ці кінотеатри щотижня відвідували 26 мільйонів американців. Nickelodeons, які були в переобладнаних вітринах магазинів, зазвичай вміщали менше 200 — відвідувачі часто сиділи на твердих дерев'яних стільцях, а на задній стінці висів екран. Піаніно (і, можливо, барабанна установка) буде розміщено збоку або під екраном. Більші нікелодеони іноді містили понад 1000 осіб. Луї Б. Майєр досяг повноліття саме тоді, коли популярність nickelodeon почала зростати; він відремонтував Gem Theatre в Хаверхіллі, штат Массачусетс, перетворивши його на Nickelodeon, який він відкрив у 1907 році як Orpheum Theatre, оголосивши, що це буде «будинком вишуканих розваг, присвячених рухомим картинам братів Майлз і ілюстрованим пісням». Іншими відомими власниками nickelodeon були брати Скурас із Сент-Луїса.  У Нью-Йорку та Нью-Джерсі численні театри належали Вільяму Фоксу, який розпочав свій перший нікелодеон у Брукліні в 1905 році.

## Зміни у кінопрокаті та виставці
Nickelodeons докорінно змінили способи розповсюдження та типи фільмів, що знімаються. Близько 1903 року стали більш поширеними довші багатокадрові фільми, і цей зсув привів до важливих нововведень у розповсюдженні фільмів із встановленням «кінообміну». Кінобіржі купували фільми у виробників, а потім здавали їх у прокат експонентам. Завдяки постійному постачанню різноманітних фільмів у експонентів нарешті з'явилася можливість відкривати майданчики, де фільми були центральною розвагою. Їм не потрібно було турбуватися про пошук нових глядачів, тому що та сама аудиторія поверталася знову і знову, щоб дивитися різні фільми. Програма кіносеансів була дуже різноманітною і могла тривати від десяти хвилин до півтори години чи більше. Часто програми йшли безперервно, і відвідувачі просто приєднувалися до сеансу, який вже триває, і залишалися його, коли хотіли. У той час як деякі nickelodeons показували лише фільми, інші пропонували шоу, які поєднували фільми з водевільними виставами або ілюстрованими піснями.
Поява більш довгих фільмів, які дозволяли нікелодеонам рости, була результатом багатьох факторів. Економічна конкуренція між кінокомпаніями змушує їх створювати складніші та часто довші фільми, щоб відрізняти один фільм від іншого. Довші фільми також були більш привабливими, оскільки ціна, яку платили прокатники, залежала від тривалості фільму, і чим довший фільм, тим більший прибуток можна було отримати. Деякі прокатники вважали довші фільми більш бажаними, оскільки це полегшувало, прискорювало та, можливо, здешевлювало підготовку програми сеансу, оскільки їм більше не доводилося організовувати власні програми, разом редагуючи різноманітні короткометражні фільми. Режисери мали велике бажання знімати довші фільми, це означало більше художніх інновацій, оскільки вони намагалися знайти нові способи залучення глядачів. Популярність довгих фільмів також означала збільшення виробництва художніх фільмів у міру зменшення числа неігрових фільмів. Однією з можливих причин цього зсуву є те, що ігрові фільми часто було легше планувати та дешевше знімати, ніж документальні фільми, які зазнавали різноманітних труднощів, пов'язаних із місцем зйомки. Художні фільми швидко стали стандартизованими, і популярність довгих фільмів означала, що вони переважали документальні, які зазвичай були короткими.

## Аудиторія
Ранні автори історії американського кіно припускали, що глядачами Nickelodeons були переважно люди з робітничого класу, які не могли дозволити собі вищу ціну на квитки. Більш пізні історики стверджують, що підйом аудиторії середнього класу протягом епохи Nickelodeon і в кінці 1910-х років вірив у розширення бізнесу. В основі образу нікелодеонів у традиційній історії лежить віра в те, що кіно було простою розвагою для робітничого класу, а середній клас тримався подалі до закінчення Першої світової війни.  Ця ідея відображена в «Льюїса Джейкобса» Опитування 1939 року, де він пише: "Зосереджені в основному в бідніших торгових районах і нетрях, нікелодеони були зневажені заможними людьми. Але робітники та їхні родини, які захищали фільми, не заперечували над переповненими, антисанітарними та небезпечними приміщеннями, які пропонувала більшість. ілюструється розташуванням попередніх кінотеатрів у традиційних розважальних районах. Аллен пише; "З точки зору соціального класу, більше нікелодеонів було розташовано в районах середнього класу або поблизу них, ніж у гетто Нижнього Іст-Сайду ".

### Манхеттенські нікелодеони
Бум Nickelodeon на Мангеттені між 1905 і 1907 роками часто функціонував як історична стенограма для піднесення кіно в цілому. Бен Сінгер пише у своєму аналізі манхеттенських нікелодеонів; «Для більшості людей образ тісних, брудних нікелодеонів у гетто Нижнього Іст-Сайду на Мангеттені є символом появи кіно в Америці». Nickelodeons постійно з'являлися в найбільш густонаселених районах міста з точки зору концентрації житлової заселеності та кількості пішохідного руху. Такі райони, як Юніон-сквер, Геральд-сквер, 23-тя та 125-та вулиці були типовими місцями, і там розташовувалися більші кінотеатри. Мікрорайони Nickelodeons, які складали більшість кінотеатрів на Мангеттені, майже завжди розташовувалися в районах з високою щільністю житлової заселеності та поширювалися на значну кількість кварталів.

## Види програм nickelodeon
Nickelodeons зазвичай демонстрували фільми довжиною близько десяти-п'ятнадцяти хвилин і в різних стилях і на різні сюжети, такі як короткі оповіді, «scenics» (види світу з рухомих потягів), «realualities» (попередники пізніших документальних фільмів), ілюстровані пісні, місцеві або гастрольні пісні та танці, комедії, мелодрами, проблемні п'єси, сцени з екшенами, спортивні події та інші елементи, які дозволяли їм конкурувати з театрами водевілей.
Назви кількох фільмів, випущених у 1907 році та розповсюджених Nickelodeons братами Майлзами (Герберт, Гаррі та Ерл К.), частково ілюструють це розмаїття. Вони взяті зі статті 1907 року, опублікованої в The Saturday Evening Post:
- Catch the Kid (реж. Альф Коллінз, комедія)
- Помилка коронера (комічна історія про привидів)
- Фатальна рука (реж. Дж. Х. Мартін; драма)
- Johnny's Run (реж. Френк Моттершоу ; комедія)
- Мандрівний лицар (реж. Дж. Х. Мартін; стара історична драма)
- Гріх матері (реж. Дж. Х. Мартін; драма)
- The Romany's Revenge (реж. Френк Моттершоу ; драма)
- Від даху до льоху (комедія)
- Повернення моряка (драма)
- Сільська пожежна бригада (реж. Джеймс Вільямсон, комедія)
- Світ чарівника (комедія)

Інші фільми 1907 року, також розповсюджені Nickelodeons Брати Майлз:
- Теща анархіста
- Бос геть, Чопери грають
- Гонка Кембридж-Оксфорд
- Найнахабніша людина на землі
- Жінки-борці
- Велике полювання на лева
- Індійські плетені кошики
- Міжнародний конкурс на звання чемпіона у важкій вазі: Сквайрс проти. Опіки
- Джим Джеффріс на своєму каліфорнійському ранчо
- Побут і звичаї в Індії
- Морський розплідник
- Під'юбний полк
- Конклав Шрінерів у Лос-Анджелесі
- Сквайрс, австралійський чемпіон, у своїх тренувальних приміщеннях
- Цей жахливий зуб
- Білий раб
- Жіноча дуель

## Відхиленя

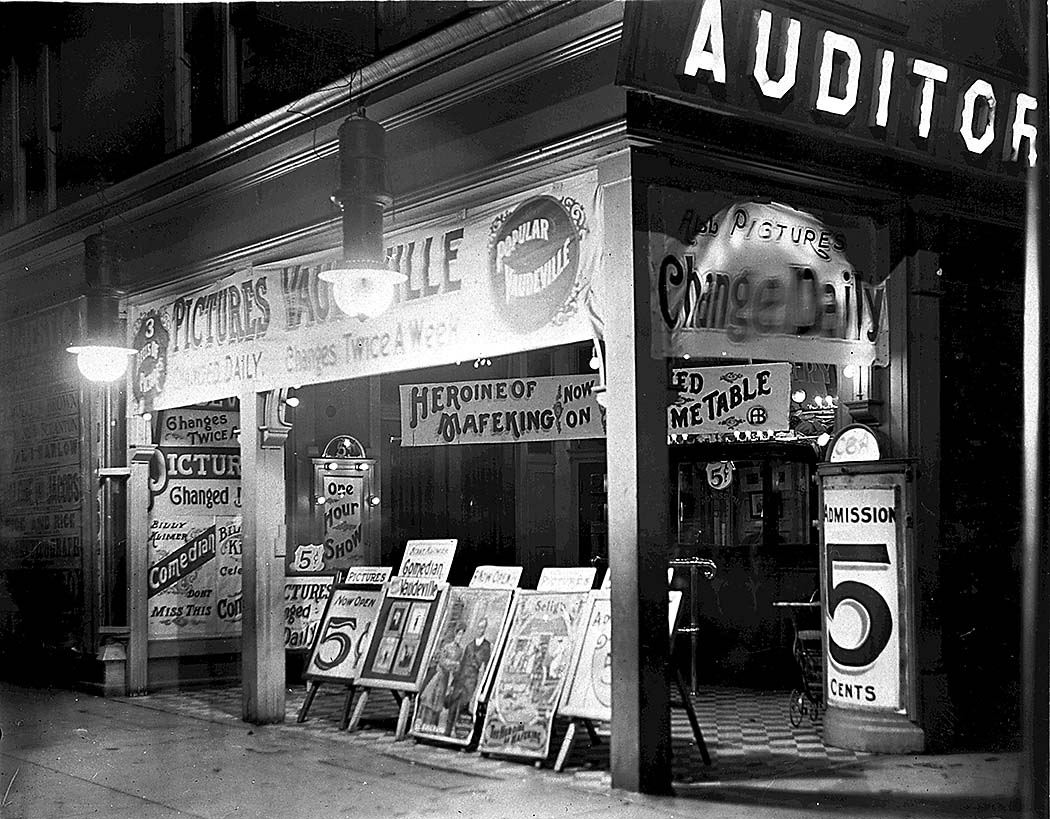
Nickelodeon у 1910 році показує «Героїню Мафекінга» та інші фільми

Незважаючи на те, що Nickelodeons були сильними протягом років з 1905 по 1913 рік, вони стали жертвами власного успіху, оскільки відвідуваність стрімко зростала, що вимагало більших аудиторій. Nickelodeons ще більше занепали з появою повнометражних фільмів, а у міру зростання міст і консолідації індустрії з'явилися більші, комфортніші та краще обладнані кінотеатри. Довші фільми призвели до того, що ціни на квитки подвоїлися з п'яти до десяти центів. Хоча їхній розквіт був відносно коротким, Nickelodeons відіграли важливу роль у створенні спеціалізованого глядача, «кіноглядача», який тепер міг інтегрувати відвідування кіно у своє життя таким чином, що раніше було неможливо. Міріам Гансен зазначила, що термін «глядач» став загальноприйнятим до 1910 року. Вибух Nickelodeon також збільшив попит на нові фільми, оскільки тисячі кінотеатрів потребували нового продукту. Зростання тривалості фільмів, у стимулюванні яких Nickelodeons відіграли значну роль, також призвело до розробки інтертитрів, які з'явилися в 1903 році та допомогли зробити дії та сцени зрозумілішими, оскільки сюжетні лінії ускладнювалися. Побічним ефектом цієї зміни було те, що вона мінімізувала роль експонентів, оскільки вони більше не мали редакційного контролю над організацією одиночних фільмів у програми, а тепер їхня відповідальність за розповідь (деякі експоненти говорили та допомагали пояснювати наративи, коли вони розгорталися).) також було мінімізовано цією «внутрішньою оповіддю» у фільмі.